# Ke-sanβ
ke-sanβ（けーさんべーた、1978年8月25日 - ）は、日本の映像制作者。男性。
愛知県出身。血液型はA型。身長176cm。上に姉がおり、長男。

## 人物
2009年より動画投稿サイトで活動を開始し、制作に関連した映像は、ニコニコ動画では8千万再生、YouTubeでは4千万再生を超える。
以降、インターネットシーンで活躍するシンガーやコンポーザーとコラボを展開。
映像制作以外にも、作詞や、コンポーザー達を集めたコンピレーションアルバムを発表するなど様々な活動を展開している。
趣味はゲームであり、PUBG、人狼ゲームが好きである。放送で行うことも多い。

## エピソード
- 名前の由来は、完成しない、現状に満足しない、という意味を込めてβをつけている。
- 映像制作のきっかけは、当時働いていたカフェにて結婚式の二次会映像を作り始めてから。
- 2012年に動画投稿サイト「ニコニコ動画」で「kemu」の名義でも活動している堀江晶太[3]を中心に活動するサークル『KEMU VOXX』[4]の雑務、映像担当として参加。

## 使用ソフト
使用ソフトはAdobeの、Photoshop、Illustrator、After Effects、Premiere Pro。

## 商業作品
- ナノ (ミュージシャン)のファーストメジャーアルバム「nanoir」 クロスフェード映像担当（2012年3月6日）
- 小室哲哉 meets VOCALOID 「FACES PLACES」 Heavenz feat.初音ミク・巡音ルカ　映像担当（2012年3月27日）
- 直球表題ロボットアニメ 次回予告担当（2013年2月から4月）
- Feng「星空へ架かる橋AA」ED曲　イメージムービー担当（2012年4月20日）
- avex　KEMU VOXX「PANDORA VOXX complete」特典DVD、Blu-ray　（2013年3月27日）[5]
- 小説「学生戦争」紹介PV担当（2015年3月24日）
- 劇場アニメーション「ガラスの花と壊す世界」キャラクターPV担当（2015年7月2日）
- アイドルうぉーず テーマソング「Brand New Diva.(short ver)」映像担当（2015年9月28日）
- バンドリ！「BanG Dream! Second☆LIVE Starrin’ PARTY 2016!」告知映像担当（2016年8月27日）
- ＋α／あるふぁきゅん。「ALMATIC.」クロスフェード映像担当（2017年5月11日）
- 工藤静香「禁忌と月明かり」映像担当（2017年8月4日）[6]
- そらる「夢見るたまごの育て方」クロスフェード映像担当（2017年11月2日）
- TVアニメ「Caligula -カリギュラ-」挿入歌　Distorted♰Happiness - アニメ Re:アレンジ Ver. 映像担当（2018年4月6日）[7]

## 書籍

### 小説
- 木本雅彦 著『人生リセットボタン』 PHP研究所　2013年6月25日発売　ISBN 978-4569811598 [8]
- 岩関昂道 著『インビジブル』 アスキー・メディアワークス　2013年8月31日発売　ISBN 978-4048918145 [9]

- 一歳椿 著『イカサマライフゲイム』 PHP研究所　2013年9月12日発売　ISBN 978-4569813462 [10]
- 西本紘奈 著『六兆年と一夜物語リセットボタン』 KADOKWA　2015年9月30日発売　ISBN 978-4041032428 [11]